# Quinches
El pueblo de Quinches de 515 viviendas y 809 habitantes, a 2963 m s. n. m. es la capital del Distrito de Quinches, Provincia de Yauyos en el Departamento de Lima y perteneciente a la Región Lima, Perú.

## Historia
El distrito de Quinches fue creado  por ley n.º 781 de 23 de octubre de 1908 en el gobierno del Presidente Augusto B. Leguía. Es un pueblo muy acogedor

## Economía
Cultivo de maíz, trigo, cebada, calashate, habas, frejoles. 
Crianza de animales vacunos, ovinos y caprinos.
Cultivo de paltas.
Cultivos permanentes Manzana, melocotones y duraznos.

## Como llegar
Para llegar desde Lima hay que tomar la autopista Panamericana Sur (PE-1S) hasta el km 100 y luego la trocha LM-124, pasando por Asia, Coayllo, Omas, San Pedro de Pilas, abra Tres Cruces (3653 m s. n. m.), Huampara, Huacta y llegar a Quinches. Siguiendo por la misma ruta llegamos a Huañec.